# Исчезнувшие населённые пункты Новосибирской области
Исчезнувшие населенные пункты Новосибирской области — перечень прекративших существование населённых пунктов на территории современной Новосибирской области.
В силу разных причин они были покинуты жителями, или включены в состав других населённых пунктов.
С 1950-х «в связи с выездом населения» из учётных данных в Новосибирской области исключено более 900 населённых пунктов. Согласно переписи населения 2002 года, в Новосибирской области числилось 1566 населённых пунктов, из них опустевших было 43. В 2010 году насчиталось уже только 1534 сёл, посёлков и деревень, без населения — 57. С 2007 по 2018 в регионе исчезли 35 населённых пунктов в разных районах области (к которым относятся; Баганский, Барабинский, Болотнинский, Венгеровский, Карасукский, Коченевский, Краснозерский, Куйбышевский, Купинский, Кыштовский, Маслянинский, Северный, Татарский, Убинский и Чулымский районы).
Механизм упразднения прописан в статье 9 Закона Новосибирской области от 16.03.2006 № 4-ОЗ «Об административно-территориальном устройстве Новосибирской области».
Законодательно требуется при упразднении населённого пункта принимать отдельный региональный закон. До принятия закона создается комиссия распоряжением главы поселения, составляющая акт, «отражающий факт отсутствия жителей в данном населённом пункте и содержащий мотивированные выводы о необходимости упразднения населённого пункта».
2025 год
Рыбкинск — деревня в Болотнинском районе.
2019 год
Законом Новосибирской области от 01 июля 2019 года № 383-ОЗ, были упразднены деревни Канаш и Михеевка Новотроицкого сельсовета.
ИА «Регнум» приводит слова заместителя председателя комитета новосибирского парламента по государственной политике, законодательству и местному самоуправлению Игоря Умербаева, что в этих двух деревнях «уже более 18 лет никто не живёт, отсутствует социальная инфраструктура и объекты производственного и социально-культурного назначения, водо‑ и электроснабжения».
2018 год
В Коченевском районе — пос. Берёзовский
2017 год
В Баганском районе: пос. Курский.
2015 год
Законом Новосибирской области от 31 марта 2015 года № 534-ОЗ, упразднено село Потюканово Потюкановского сельсовета.
Законом Новосибирской области от 29 апреля 2015 года № 548-ОЗ, упразднён посёлок Ивановка Чувашинского сельсовета.
2009 год
в Чулымском районе: пос. Лежневский, пос. Казарма 3208 км, пос. Орловский
2006 год
В Чистоозёрном районе Законом Новосибирской области от 1 июня 2006 г. N 16-ОЗ упразднены: пос. Лесной, Тимаково, Черемушкии дер. Водопойное, Сибиряк, село Заячье.
2005 год
аулы Кызылту, Заготскот, пос. Епифановский Коченевского района.
2002 год
пос. Горбуниха Сузунского района
2001 год
в Чулымском районе: посёлки Гуськи и Лось.
в Краснозёрском районе: посёлок Урюпино
1983 год
Решением Новосибирского облисполкома от 24.03.1983 года № 191 из учётных данных Новоспасского сельсовета исключен пос. Маначиха в связи с выездом населения.
1980 год
в Купинском районе: деревня Пестерёвка
1978 год
30 мая 1978 года Облисполком принял решение № 332 об исключении из учётных данных: п. Кирпичики, хуторов: № 3, 16, железнодорожных казарм 109 и 122 км.
1977 год
Решением Новосибирского облисполкома от 28.07.1977 г. исключены из учётных данных Щербаковского сельсовета ж/д блок-пост 3055 км и ж/д блокпост 3068 км, д. Молоки.
1957 год
Решением Новосибирского облисполкома от 30.07.1957 г. № 339а посёлок Новопокровка Новогутовского сельсовета включен в состав города Барабинска.